# 癸亥丸

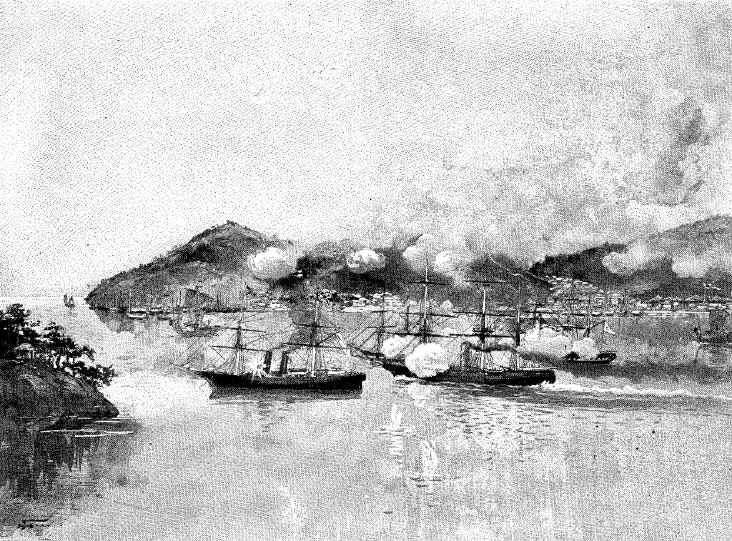
アメリカ艦「ワイオミング」（中央右の1本煙突の蒸気船）と交戦中の長州艦隊。「ワイオミング」の向こう側にいる2隻の洋式艦のうちいずれかが「癸亥丸」。

癸亥丸（きがいまる）は、幕末に長州藩が保有した西洋式軍艦。下関戦争でアメリカ海軍と交戦して大破したが、復旧されて長州征討に際しても幕府軍を迎え撃った。

## 概要
原名は「ランリック（Lanrick）」。1843年にイギリスのリバプール近くのマージイで建造され、主にインド・中国間でアヘン貿易に従事した。
攘夷論を唱えて軍備増強を進める長州藩が、1863年3月18日（文久3年1月29日）に御用商人の佐藤貞次郎を介して購入、購入年の干支にちなんで「癸亥丸」と改名した。取得価格は2万ドルであった。
2本マストに横帆と縦帆を張った二檣ブリッグに分類される木造帆船。蒸気船とする文献もある。283トン。もともとは商船であるが、長州藩では10門の大砲（18斤砲2門・9斤砲8門）を装備させて軍艦として扱った。

## 実戦

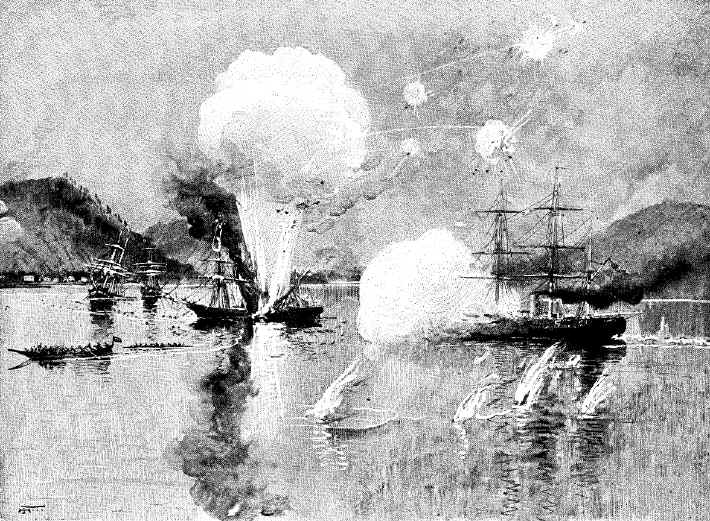
「ワイオミング」（右）の攻撃で撃破されつつある長州艦隊。爆発しているのは「壬戌丸」で、左奥の2隻のいずれかが「癸亥丸」。

文久3年5月11日、長州藩は攘夷を決行。「癸亥丸」と「庚申丸」が11日午前2時に出撃し、潮待ちのため九州田野浦沖に停泊していたアメリカ商船「ペンブローク (Pembroke)」を砲撃した。2隻は12発発射し、3発が「ペンブローク」に命中した。その後逃走する「ペンブローク」を追ったが、相手の方が速かったため逃げられた。5月23日、長州藩の砲台が関門海峡を通過するフランス通報艦「キャンシャン」を砲撃。「癸亥丸」と「庚申丸」は海峡を抜けた「キャンシャン」を追跡するもこの時も逃げられたが、「癸亥丸」は「キャンシャン」の小艇を捕獲した。続いて長州藩は5月26日にオランダ艦「メデューサ (Medusa)」を攻撃。「癸亥丸」も「メデューサ」と交戦し、マストの根元に被弾した。6月1日、アメリカ艦「ワイオミング」が報復に現れる。「ワイオミング」は下関港内にあった「庚申丸」、「癸亥丸」と「壬戌丸」を攻撃。「庚申丸」と「壬戌丸」が撃沈され、「癸亥丸」も大損害を受けた。この戦闘時、「庚申丸」か「癸亥丸」の砲弾1発が「ワイオミング」に命中し、戦死3名負傷4名という被害を与えている。一方で、1発を味方の「壬戌丸」に誤って命中させてしまう不手際もあった。
下関戦争後、本艦は復旧工事を受けて再就役した。
第二次長州征討では慶応2年6月17日に「丙寅丸」、「丙辰丸」とともに田ノ浦を襲撃した。
戊辰戦争でも、鳥羽・伏見の戦い前に長州藩兵を輸送するなどの活動を行った。